# Aragóniai János gironai herceg (1509)
Aragóniai János (Valladolid, 1509. május 3. – Valladolid, 1509. május 3.), spanyolul: Juan de Aragón, katalánul: Joan d'Aragó, olaszul: Giovanni d'Aragona, Aragónia, Valencia, Mallorca, Nápoly és Szicília királyi hercege és trónörököse, valamint Girona hercege. A Trastámara-ház tagja. Az ő születése volt hivatott megakadályozni, hogy a Habsburgok a Trastámara-ház uralta Hispániának legalább az Aragón Korona országaihoz tartozó részét örökölhessék, de mivel a születése után pár órával az újszülött János meghalt, és több fiútestvére sem született, tehette lehetővé 1516-ban, hogy a Habsburgoké lett – ekkor még Portugália kivételével – szinte az egész Ibériai-félsziget. A kis herceg rövidre szabott élete ezért bírt jelentős történelmi hatással és jelentőséggel.

## Élete
Apja II. Ferdinánd aragón király. 
Anyja Foix Germána navarrai királyi hercegnő, Foix János navarrai királyi hercegnek, Narbonne algrófjának és navarrai trónkövetelőnek, valamint Valois Mária orléans-i hercegnőnek, XII. Lajos francia király nővérének a lánya volt. Germána apai nagyanyja (Foix János anyja), I. Eleonóra navarrai királynő és Germána férje, II. Ferdinánd féltestvérek voltak, hiszen mindketten II. János aragóniai király egy-egy házasságából származtak. I. Eleonóra királynőnek I. Blanka navarrai királynő volt az anyja, míg II. Ferdinándnak Enríquez Johanna.
I. Izabella kasztíliai királynő 1504-ben bekövetkezett halála után egy évvel II. Ferdinánd megegyezett XII. Lajossal, és 1505. október 19-én Blois-ban eljegyezte a közös unokahúgukat, Germánát. A házassági szerződés Habsburg-ellenes éllel jött létre, hogy fiú utódok nemzésével Aragóniai Ferdinánd kitúrja vejét Hispániából, de legalábbis örökölt királyságából, Aragóniából, a franciák pedig a Habsburg-gyűrűből szerettek volna így szabadulni. A házasság 1506. március 22-én a valenciai Déniában köttetett meg, mikor Ferdinánd lánya, Őrült Johanna és veje, Szép Fülöp útban volt Hispánia felé, hogy elfoglalja a kasztíliai trónt.
Aragónia trónörököse ebben az időben II. Ferdinánd lánya, az új kasztíliai királynő, II. (Őrült) Johanna volt. Az Aragóniai Királyságban kezdetben ugyan nők is örökölhették a trónt, de amikor I. Petronilla (1136–1174) aragón királynő  feleségül ment IV. Rajmund Berengár (1113–1162) barcelonai grófhoz, a Katalóniában érvényes száli frank trónöröklést vezették be, amely megtiltotta a nőknek, hogy a trónt betöltsék. Ezen a trónörörklési rendszeren szeretett volna változtatni IV. Péter 1347-ben, amikor is elsőszülött fiának, Péternek a halála után elsőszülött lányát, Konstanciát jelölte örökösének, ami ellen viszont felkelés tört ki az országban. Született ugyan később fia, de az elsőszülött, János csak lánygyermekeket hagyott hátra, akik közül minden próbálkozás ellenére sem az idősebb Johanna, sem a fiatalabb Jolán nem tudta a trónt elfoglalni. Ezt a tiltó törvényt Aragóniai Ferdinánd uralkodása idején törölték el, így 1502. október 27-étől Ferdinánd lánya, Johanna lett az aragón trónörökös és az ezzel járó Girona hercegnője cím viselője. Johanna azonban csak feltételezett (prezumptív) örökös volt, hiszen egy fiú születése minden további nélkül kitúrhatta az örökségből.
Az 1506-ban az 54. évébe lépett aragón királynak minden oka megvolt a reménykedésre, hogy újabb fia születik, hiszen apja, II. János szintén 54 éves volt 1452-ben, mikor a kisebbik fia, Ferdinánd megszületett, és végül ő lett az örököse, mikor elsőszülött fia, Károly 1461-ben törvényes utódok nélkül meghalt.
Ferdinánd király várakozásait teljes mértékben igazolta, hogy Germána királyné két év múlva teherbe esett, és 57 éves korában a királynak a fiatal felesége valóban fiút szült.
János infáns 1509. május 3-án jött a világra, és automatikusan a nővére, Johanna helyébe lépett, Aragónia trónörököse lett, és elnyerte a Girona hercege címet. Az új trónörökös azonban csak pár órát élt, és az apa öröme ürömmé változott, hiszen a várva-várt fiú még aznap, 1509. május 3-án meghalt. Johanna formálisan ekkor elvesztette a jogát az aragón trónra, és az Aragón Gyűlésnek újra meg kellett volna erősítenie trónöröklési jogát, de Ferdinánd király érvényesnek tekintette az Aragón Gyűlés 1502-es határozatát a lánya trónöröklésére vonatkozóan, és végrendeletében Johannát jelölte meg örökösének, unokáját, Habsburg Károlyt pedig anyja országainak a főkormányzójává Johanna „alkalmatlansága” miatt. Az özvegy királynő ugyanis ebben az időben már teljesen elzárva élt Tordesillasban, így az ő uralkodása és trónöröklése jelképes volt, és csak annyit jelentett, hogy a Habsburg-háznak újból esélyei vannak örökölni az Aragón Korona országaiban is II. Ferdinánd halála után. A házaspár ugyan minden praktikát és szert bevetett az utódnemzés érdekében, de több gyermek nem származott a házasságukból, így Ferdinánd reménye szertefoszlott, hogy Aragóniát saját dinasztiája uralma alatt tartsa, és az ne kerüljön a Habsburgok kezébe.
A csecsemő János trónörököst előbb helyben, a valladolidi Szent Pál kolostori templomban temették el, majd később az aragón királyok hagyományos temetkezési helyén, a Poblet-kolostorban helyezték örök nyugalomra.